# Lilium chalcedonicum
Espèce
Synonymes
- Lilium byzantinum Duch.[1]
- Lilium carniolicum Heldr. & Freyn[2]
- Lilium carniolicum Heldr. ex Freyn[1]
- Lilium heldreichii Freyn[1]
- Lilium miniatum Salisb.[1]

Statut de conservation UICN

 LC  : Préoccupation mineure
Lilium chalcedonicum est une espèce de plantes européennes bulbeuses, originaire de Toscane, de Grèce et d'Albanie,. Il pousse jusqu'à 1,5 m, mais généralement moins. Il porte des fleurs réfléchies et inclinées, généralement rouges ou orange, non tachetées, mais avec des verrues vers la base des segments du périanthe. 
Dans le langage des fleurs victorien, les lys rouges représentent l'amour, l'ardeur et l'affection pour vos proches, tandis que les lys orange représentent le bonheur, l'amour et la chaleur.

## Liste des variétés et sous-espèces
Selon Tropicos (15 mai 2020) (Attention liste brute contenant possiblement des synonymes) :
- sous-espèce Lilium chalcedonicum subsp. albanicum (Griseb.) K. Richt.
- sous-espèce Lilium chalcedonicum subsp. gracile (Ebel) K. Richt.
- sous-espèce Lilium chalcedonicum subsp. heldreichii (Freyn) K. Richt.
- variété Lilium chalcedonicum var. albanicum (Griseb.) Asch. & Graebn.